# 香港食品投資
香港食品投資控股有限公司，簡稱香港食品投資控股，以及香港食品投資（英語：Hong Kong Food Investment Holdings Limited，港交所：0060），在1998年2月23日，從八佰伴食品銷售貿易有限公司更名而來，主要業務凍肉食品貿易及食品業務投資。屬於四洲集團聯營公司。
現任主席為戴德豐，總裁為文永祥。總部位於新界東西貢康定路2號四洲食品網匯中心。主要銷售地區南美、美國、德國、英國、澳洲。
該公司前身為香港冷凍食品控股有限公司、四洲冷凍食品控股有限公司、四洲食品網匯控股有限公司，以及四洲食品投資控股有限公司。

## 連結
- HongKongFoodInvestment.com.hk